# 11e cérémonie des Visual Effects Society Awards
 (juillet 2020).
Si vous disposez d'ouvrages ou d'articles de référence ou si vous connaissez des sites web de qualité traitant du thème abordé ici, merci de compléter l'article en donnant les références utiles à sa vérifiabilité et en les liant à la section « Notes et références ».
La 11e cérémonie des Visual Effects Society Awards (VES Awards), organisée par la Visual Effects Society, a eu lieu le 5 février 2013 et à récompenser les meilleurs effets visuels de l'année 2012

## Palmarès

### Meilleurs effets visuels dans un film en prise de vues réelles
- L'Odyssée de Pi
  - Avengers
  - Battleship
  - Le Hobbit : Un voyage inattendu
  - Prometheus – Paul Butterworth, Charley Henley, Allen Maris et Richard Stammers

### Meilleur effets visuels secondaire dans un film live
- The Impossible
  - Argo
  - Flight
  - De rouille et d'os
  - Zero Dark Thirty

### Meilleure animation dans un film d'animation
- Rebelle
  - Hôtel Transylvanie
  - L'Étrange Pouvoir de Norman
  - Les cinq légendes
  - Les mondes de Ralph

### Meilleur personnage animé dans un film live
- L'Odyssée de Pi pour Richard Parker
  - Avengers pour Hulk
  - Le Hobbit : Un voyage inattendu pour le roi Goblin
  - Le Hobbit : Un voyage inattendu pour Gollum

### Meilleur personnage animé dans un film d'animation
- Rebelle pour Mérida
  - Hôtel Transylvanie pour Dracula
  - Les Pirates ! Bons à rien, mauvais en tout pour le groupe de Pirates
  - Les mondes de Ralph pour Vanellope

### Meilleur environnement fictif dans un film en prise de vues réelles
- Avengers pour le Midtown de Manhattan
  - Le Hobbit : Un voyage inattendu pour la caverne des Goblins
  - L'Odyssée de Pi pour l'Océan
  - Prometheus pour LV-233 – Julien Bolbach, Marco Genovesi, Martin Riedel et Marco Rolandi

### Meilleur environnement fictif dans un film d'animation
- Rebelle pour la forêt
  - L'Étrange Pouvoir de Norman pour le cimetière
  - L'Étrange Pouvoir de Norman pour le village
  - Les cinq légendes pour le Pôle Nord

### Meilleure photographie virtuelle dans un film en prises de vues réelles
- Le Hobbit : Un voyage inattendu (The Hobbit: An Unexpected Journey) – Christian Rivers, Matt Aitken, Victor Huang et R. Christopher White
  - The Amazing Spider-man – Rob Engle, David Schaub, Cosku Turhan et Max Tyrie
  - Avengers
  - Total Recall : Mémoires programmées

### Meilleures maquettes dans un film
- Avengers pour l'Hélicarrier
  - The Dark Knight Rises pour le braquage de l'avion
  - The Impossible pour l'hôtel
  - Men in Black 3 – Craig Feifarek, Hee-Chel Nam, Eric Neill et Taehyun Park (pour le lancement de Apollo à Cap Canaveral)

### Meilleurs simulations et effets par ordinateur dans un film live
- L'Odyssée de Pi
  - Battleship
  - Le Hobbit : Un voyage inattendu

### Meilleurs simulations et effets par ordinateur dans un film animé
- Rebelle
  - L'Étrange Pouvoir de Norman
  - Les cinq légendes

### Meilleurcompositingdans un long métrage
- L'Odyssée de Pi pour la tempête
  - Avengers pour les coups de poing de Hulk
  - Le Hobbit : Un voyage inattendu
  - Prometheus pour les Ingénieurs – Xavier Bourque, Sam Cole et Simone Riginelli

### Meilleurs effets visuels dans un programme TV
- Game of Thrones pour l'épisode "Valar Morghulis"
  - Curiosity
  - Falling Skies pour l'épisode "Cessez le feu"
  - Mockingbird Lane
  - Once Upon a Time pour "La Promesse de Pinocchio"

### Meilleur effets visuels secondaire dans un programme TV
- Boardwalk Empire pour l'épisode "Le Poney"
  - Hawaii 5-0 pour l'épisode "La O Na Makuahine"
  - Hell on Wheels : L'Enfer de l'Ouest pour l'épisode "Lune de sang"
  - Hemingway and Gellhorn
  - The Men Who Built America pour l'épisode 2

### Meilleurs effets visuels dans une publicité live
- Nike pour "Biomorph"
  - Call of Duty pour "Surprise"
  - Lady Gaga pour "Fame"
  - Norfolk Southern pour "City of possibilities"
  - Pepsi pour "Crowd Surfing"

### Meilleure personnage animé dans un programme TV ou une publicité
- Game of Thrones pour les Dragons
  - Hallmark pour Motherbird
  - Jimmy Kimmel Live! pour Ted
  - Sinbad pour l'épisode "La malédiction"

### Meilleure environnement fictif dans un programme TV ou une publicité
- Game of Thrones pour Pyke
  - Call of Duty pour l'éclipse dans "Surprise"
  - 5Gum pour l'épisode "Choose your energy"
  - Sinbad

### Meilleure photographie virtuel dans un programme TV ou une publicité
- ZombiU
  - Call of Duty pour l'éclipse dans "Surprise"
  - Halo 4 : L'Aube de l'espérance
  - Toyota pour "Real Deal"

### Meilleurs simulations et effets par ordinateur dans un programme TV ou une publicité
- Guinness pour "Cloud"
  - Last Resort pour l'épisode "Désobeissance"
  - Nike pour "Biomorph"
  - Nissan pour "Wouldn't it be Cool"

### Meilleur compositing dans un programme TV
- Game of Thrones pour l'armée des marcheurs blancs
  - Hell on Wheels : L'Enfer de l'Ouest pour la Lune de sang
  - Last Resort pour l'épisode "Désobeissance"
  - Hemingway and Gellhorn

### Meilleur compositing dans une publicité
- Chevrolet pour "2012 Silverado"
  - Call of Duty pour "Surprise"
  - Norfolk Southern pour "City of possibilities"
  - Nike pour "Game on, World"

### Meilleurs effets visuels en temps réel dans un jeu vidéo
- Call of Duty: Black Ops II
  - Dirt: Showdown
  - Dishonored
  - Forza Horizon
  - Halo 4

### Meilleurs effets visuels dans un projet physique spécial
- Despicable Me Minion Mayhem
  - The Ball Unleashed
  - Earthquake: Evidence of a Restless Planet
  - SeaWorld: Turtle Trek 3D/360

### Meilleurs effets visuels dans un projet étudiant
- Natalis
  - Globosome
  - Rollin' Safari
  - Voile Noir

## Spécials

### Lifetime Achievement Award
- Richard Edlund

### VES Visionary Award
- Ang Lee